# Elliot Giles
Elliot Giles (ur. 26 maja 1994 w Birmingham) – brytyjski lekkoatleta specjalizujący się w biegu na 800 metrów.
Brązowy medalista mistrzostw Europy z Amsterdamu oraz uczestnik igrzysk olimpijskich w Rio de Janeiro (2016). W 2018 zajął czwarte miejsce na halowych mistrzostwach świata w Birmingham.
Złoty medalista mistrzostw Wielkiej Brytanii.

## Osiągnięcia
| Rok  | Impreza                    | Miejsce        | Konkurencja         | Lokata     | Wynik   | Reprezentacja |
| ---- | -------------------------- | -------------- | ------------------- | ---------- | ------- | ------------- |
| 2016 | Mistrzostwa Europy         | Amsterdam      | bieg na 800 metrów  | 3. miejsce | 1:45,54 | GBR           |
| 2016 | Igrzyska olimpijskie       | Rio de Janeiro | bieg na 800 metrów  | eliminacje | 1:47,88 | GBR           |
| 2017 | Mistrzostwa świata         | Londyn         | bieg na 800 metrów  | półfinał   | 1:46,95 | GBR           |
| 2018 | Halowe mistrzostwa świata  | Birmingham     | bieg na 800 metrów  | 4. miejsce | 1:48,22 | GBR           |
| 2018 | Igrzyska Wspólnoty Narodów | Gold Coast     | bieg na 800 metrów  | eliminacje | 1:48,54 | ENG           |
| 2018 | Mistrzostwa Europy         | Berlin         | bieg na 800 metrów  | półfinał   | 1:47,40 | GBR           |
| 2019 | Halowe mistrzostwa Europy  | Glasgow        | bieg na 800 metrów  | eliminacje | 3:48,76 | GBR           |
| 2019 | Mistrzostwa świata         | Doha           | bieg na 800 metrów  | półfinał   | 1:45,15 | GBR           |
| 2021 | Igrzyska olimpijskie       | Tokio          | bieg na 800 metrów  | półfinał   | 1:44,74 | GBR           |
| 2022 | Halowe mistrzostwa świata  | Belgrad        | bieg na 800 metrów  | –          | DNS     | GBR           |
| 2022 | Igrzyska Wspólnoty Narodów | Birmingham     | bieg na 1500 metrów | 9. miejsce | 3:33,56 | ENG           |
| 2023 | Mistrzostwa świata         | Budapeszt      | bieg na 1500 metrów | półfinał   | 3:39,05 | GBR           |

## Rekordy życiowe
- bieg na 800 metrów (stadion) – 1:44,05 (2021)
- bieg na 800 metrów (hala) – 1:43,63 (2021) rekord Wielkiej Brytanii, 3. wynik w historii światowej lekkoatletyki
- bieg na 1500 metrów (stadion) – 3:30,92 (2023)
- bieg na 1500 metrów (hala) – 3:35,43 (2025)